# Gaetana Sterni
Gaetana Sterni (Cassola, 26 giugno 1827 – Bassano del Grappa, 26 novembre 1889) è stata una religiosa italiana, fondatrice della congregazione delle Suore della divina volontà, beatificata da papa Giovanni Paolo II nel 2001.

## Biografia

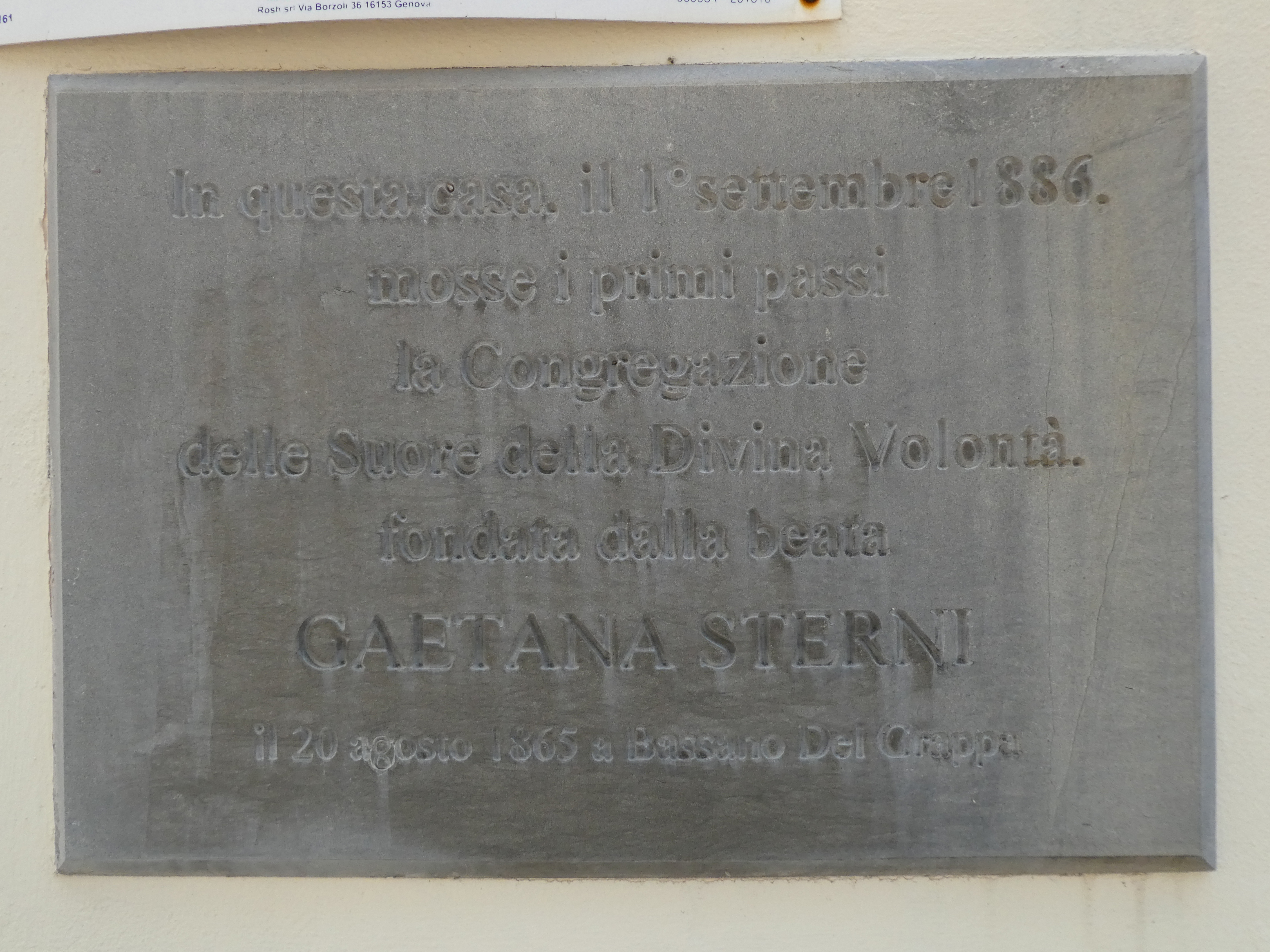
Targa sulla casa di Bassano del Grappa dove Gaetana Sterni fondò le Suore della divina volontà

Nacque il 26 giugno 1827 a Cassola, un piccolo paese della provincia di Vicenza dal veneziano Giovan Battista Sterni e dalla bassanese Giovanna Chiuppani, undicesima di quattordici figli. Venne battezzata nel giorno stesso della nascita nella chiesa di San Giovanni Evangelista. All'età di otto anni ricevette il sacramento della cresima e si trasferì a Bassano del Grappa assieme alla famiglia, dopo l'improvvisa scomparsa della sorella Margherita.
Nel 1836 il padre si ammalò gravemente di demenza senile. Un anno dopo Gaetana ricevette la prima comunione. Durante l'adolescenza venne guidata spiritualmente da padre Antonio Maritani, dell'ordine dei Minori maritani, abolito dalle leggi napoleoniche. Il fratello Francesco prese la decisione di lasciare la famiglia per dedicarsi al teatro. Il padre morì nel maggio del 1838. Nel 1843 Gaetana sposò Liberale Conte, di sedici anni più vecchio di lei e vedovo con tre figli, che morì dopo appena otto mesi di matrimonio. A seguito di quest'evento, la donna si ammalò gravemente e ricevette il viatico, ma poi si riprese. Il 15 dicembre nacque postumo un bimbo battezzato Liberale Francesco, morto dopo pochi giorni.
Nel marzo del 1844 si trasferì in un altro appartamento assieme alle figlie del marito, dipendendo economicamente dal cognato: questi la cacciò nel 1846, allontanandola dalle figliastre e accusandola di aver tramato per ottenere di far modificare a proprio favore un testamento. Tornata a casa dalla madre, il 1º febbraio 1847 accompagnò in convento sua sorella Rosa, che aveva deciso di entrare nelle canossiane.
Nell'aprile dello stesso anno, dopo aver fatto la comunione, riferì di essere stata "come invitata da Gesù" a dedicargli la vita, per "adempiere in tutto la volontà di Dio ad ogni costo". Il padre Maritani le propose di entrare a far parte delle canossiane. Nel 1848, mentre pregava assieme alle novizie del suo convento, riferì di aver sentito una "voce" che le aveva predetto la malattia e l'imminente morte della madre e decise di ritornare a vivere in famiglia per starle accanto.
Dopo la morte della madre, il 17 febbraio, si dedicò alla scrittura delle sue vicende spirituali e nel 1849 stese il suo "metodo di vita", che prevedeva il ritiro, il raccoglimento, la mortificazione e l'assidua pratica della confessione.
Il 4 ottobre del 1852 ebbe la sua prima esperienza mistica, da lei descritta con le parole "Gaetana di Gesù e Gesù di Gaetana".
Il 27 giugno 1853 venne accettata alla Pia casa come assistente della direttrice, Giacinta Manera, e nel 1858 la sostituì nella carica. Cominciò a pensare di formare un'unione di donne che si dedicassero all'assistenza dei malati a domicilio. Attorno al 1860 iniziò a scrivere le "regole personali" e su suggerimento di don Simonetti riprese a scrivere le proprie memorie spirituali. Ebbe una seconda esperienza mistica il 26 maggio, seguita da una terza il 24 luglio.
Il progetto di fondare le Suore della Divina Volontà venne approvato ufficialmente dall'allora vescovo di Vicenza monsignor Farina nel 1875.
Morì il 26 novembre 1889 ed il suo cuore viene estratto e immerso in una teca piena di alcool puro. I funerali si svolsero in semplicità, come disposto dalle regole della congregazione.

## Culto
Il 22 gennaio 1991 papa Giovanni Paolo II ha proclamato l'eroicità delle sue virtù e il 4 novembre 2001 l'ha beatificata in piazza San Pietro a Roma.
La sua memoria liturgica ricorre il 26 novembre.